# TV4 (Schweden)
TV4 ist der reichweitenstärkste private Fernsehsender in Schweden. Neben dem Hauptprogramm betreibt TV4 eine Reihe von Special-Interest Digitalkanälen. Besitzer und Betreiber ist die TV4 AB (Telia) mit Sitz in Stockholm.
Die Betreiberfirma gehört dem führenden Telekommunikationskonzern und Mobilfunknetzbetreiber in Finnland, Schweden und Litauen Telia AB.
TV4 begann im Jahre 1990 sein Programm über Satellit zu senden und erhielt 1992 die damals erste Privatsendelizenz für analoges terrestrisches Fernsehen in Schweden. Seit der Abschaltung der analogen terrestrischen Fernsehsender im Oktober 2007 sendet TV4 über DVB-T. Heute wird TV4 zusätzlich über den Satelliten SES Sirius und über die schwedischen Kabelnetze ausgestrahlt. Seit dem terrestrischen Sendebeginn 1992 betreibt der Sender regionale Stationen in den verschiedenen schwedischen Provinzen.
Zwei Jahre nach seinem landesweiten Start 1994 wurde TV4 zum reichweitenstärksten Fernsehkanal Schwedens, verlor diese Position jedoch einige Jahre später wieder an SVT. Heute haben TV4 und SVT1 ungefähr gleich viele Zuschauer.

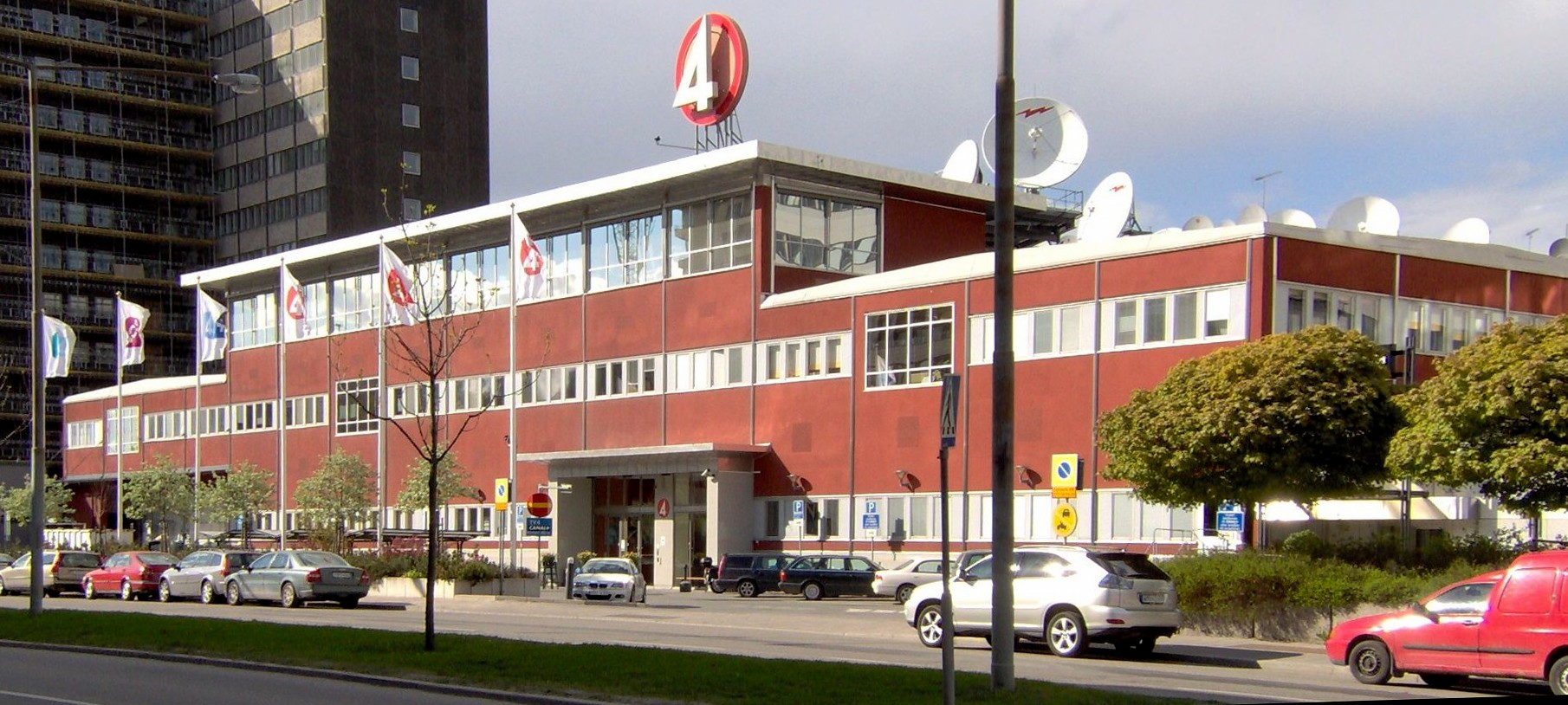
Gebäude von TV4 in Stockholm (Mai 2006)

Im Zuge des Übergangs zum digitalen Fernsehen hat TV4, wie viele andere Fernsehsender, diverse neue Kanäle gestartet. So existieren heute außer TV4 auch TV4+, TV400, TV4 Film, TV4 Fakta, TV4 Komedi, TV4 Guld, TV4 Sport und TV4 HD. Es gibt auch Pläne für einen neuen Kanal mit dem Namen TV4 Science Fiction.
Von 2004 bis 2019 war die TV4-Gruppe Vollmitglied der European Broadcasting Union (EBU).